# Gashim Magomedov
Gashim Magomedov (in azero Qaşım Maqomedov; Makhachkala, 22 settembre 1999) è un taekwondoka azero.

## Carriera
Tra il 2015 ed il 2016, a livello juniores, Magomedov vince un argento mondiale e un bronzo europeo rispettivamente nei 55 e nei 48 chilogrammi.
Nel 2017 vince il bronzo ai Giochi della solidarietà islamica di Baku nei 54 kg, a cui seguirà il bronzo nei 58 kg nella successiva edizione di Konya 2021.
Due anni dopo conquista il bronzo ai battendo nella finale per la medaglia l'italiano Matias Lomartire.
Nel maggio 2024 partecipa ai campionati europei di Belgrado, dove viene sconfitto in semifinale da Vito Dell'Aquila vincendo un altro bronzo. Ad agosto gareggia ai Giochi olimpici di Parigi 2024 in cui riesce a vendicarsi battendo lo stesso Dell'Aquila in semifinale, tuttavia nella finale per l'oro, complice un infortunio patito nella prima ripresa, viene sconfitto dal sudcoreano Park Tae-joon.

## Palmarès
- Giochi olimpici

Parigi 2024: argento nei 58 kg;
- Campionati europei

Belgrado 2024: bronzo nei -58 kg.
- Giochi europei

Cracovia 2023: bronzo nei 58 kg.
- Giochi della solidarietà islamica

Baku 2017: argento nei 54 kg.
Konya 2021: bronzo nei 58 kg.